# Río Armería
El río Armería es un corto río costero de la vertiente del océano Pacífico de México. Tiene una longitud de 240 km y drena una pequeña región de 9.795 km².
El río Armería nace en el estado de Jalisco y discurre en dirección sur hasta entrar en el estado de Colima, que cruza por su parte central. Sus principales afluentes son el río Comala, el Colima y el río Ayuquila. Es la principal fuente de abastecimiento acuífero de la región y es el río más grande, ancho y caudaloso del estado de Colima.
En 1922 el reparto de terrenos agrarios y la construcción de diversos canales de riego como Periquillos, La Cañita, Independencia y Cuyutlán propiciaron un auge económico en las localidades aledañas al río.